# Nikaho

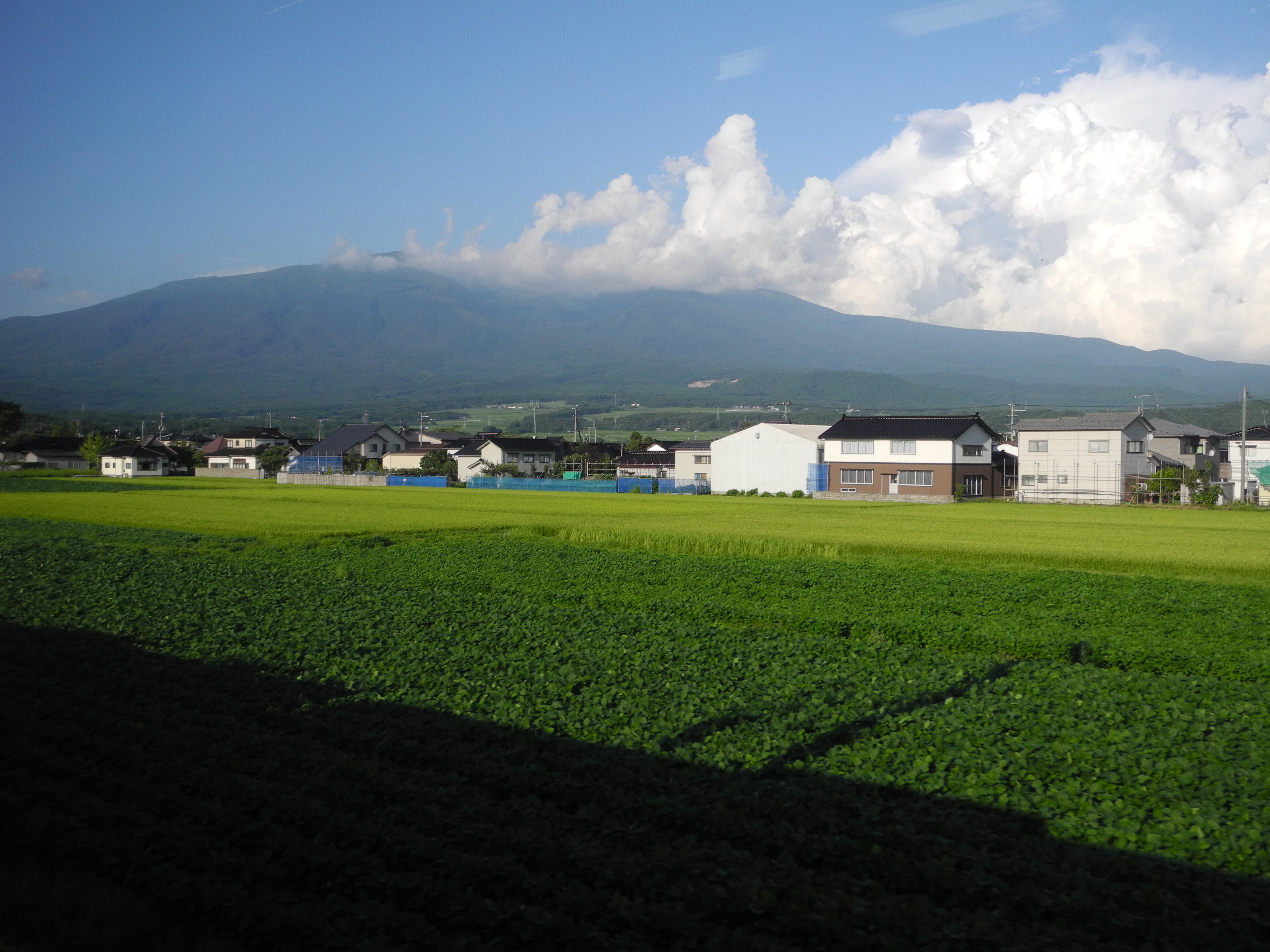
Nikaho na tle Chōkai-san

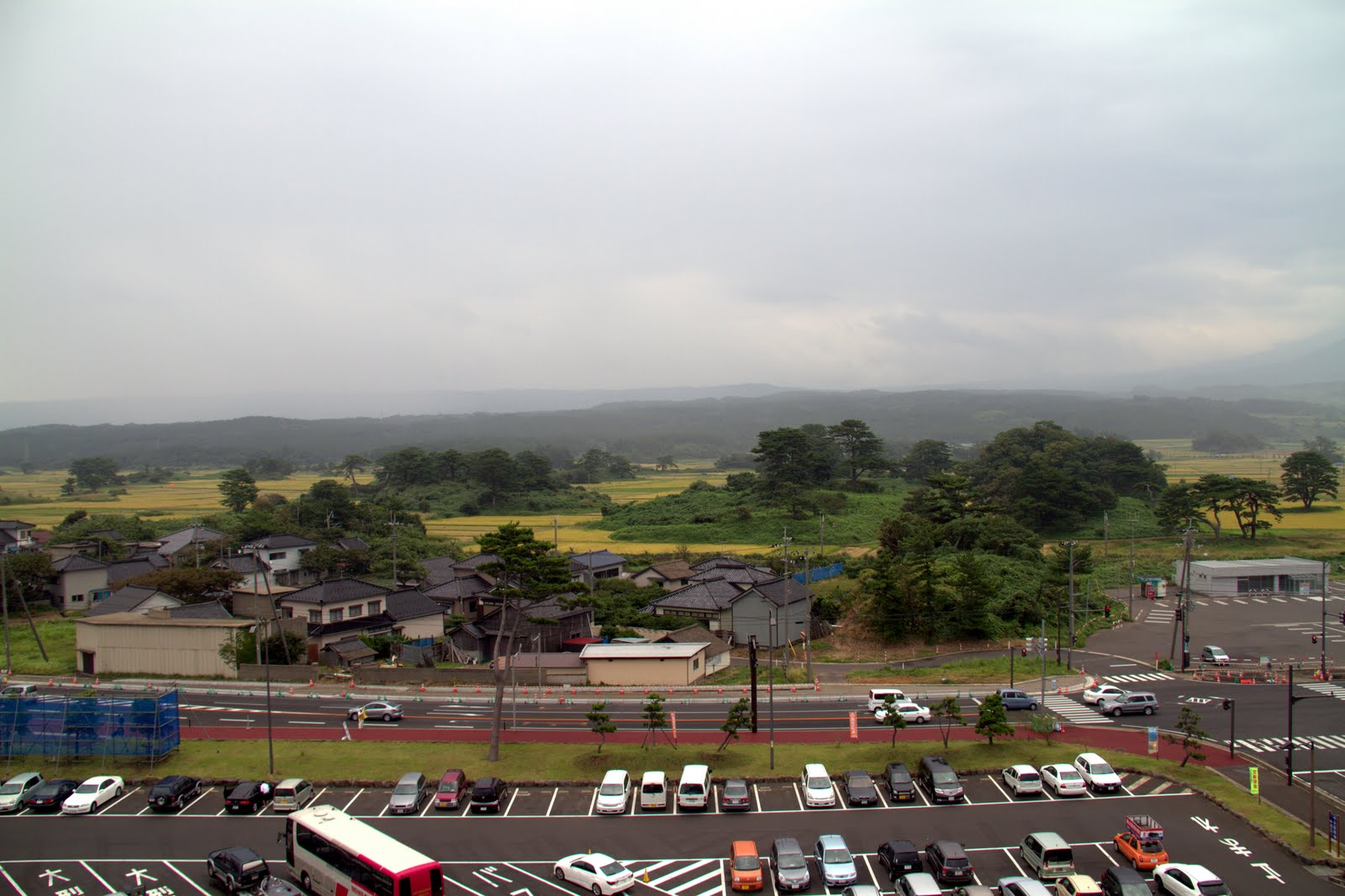
Kikasata

Nikaho (jap. にかほ市 Nikaho-shi) – miasto w północnej Japonii, na wyspie Honsiu, w prefekturze Akita. Ma powierzchnię 241,13 km². W 2020 r. mieszkało w nim 23 435 osób, w 8 613 gospodarstwach domowych  (w 2010 r. 27 544 osoby, w 9 188 gospodarstwach domowych) .

## Historia
Miasto powstało 1 października 2005 roku z połączenia miasteczek (machi): Nikaho, Konura i Kisakata.

## Geografia

Nikaho w prefekturze Akita

Nikaho leży w południowo-zachodnim krańcu prefektury, nad Morzem Japońskim, u podnóży Chōkai-san. Ma powierzchnię 241,13 km² i rozciąga się 23 km z północy na południe i 17 km ze wschodu na zachód.
Miasto skomunikowane jest linią kolejową Uetsu-honsen oraz drogami 7 i 131.

## Demografia
| 1995   | 2000   | 2005   | 2010   | 2015   | 2020   |
| ------ | ------ | ------ | ------ | ------ | ------ |
| 31 336 | 30 347 | 28 972 | 27 544 | 25 324 | 23 435 |

## Współpraca
- Stany Zjednoczone: Anacortes, Shawnee